# Sesuvium portulacastrum
Sesuvium portulacastrum är en isörtsväxtart som först beskrevs av och fick sitt nu gällande namn av Carl von Linné. 
Sesuvium portulacastrum ingår i släktet Sesuvium och familjen isörtsväxter. Utöver nominatformen finns också underarten S. p. griseum.

## Bildgalleri

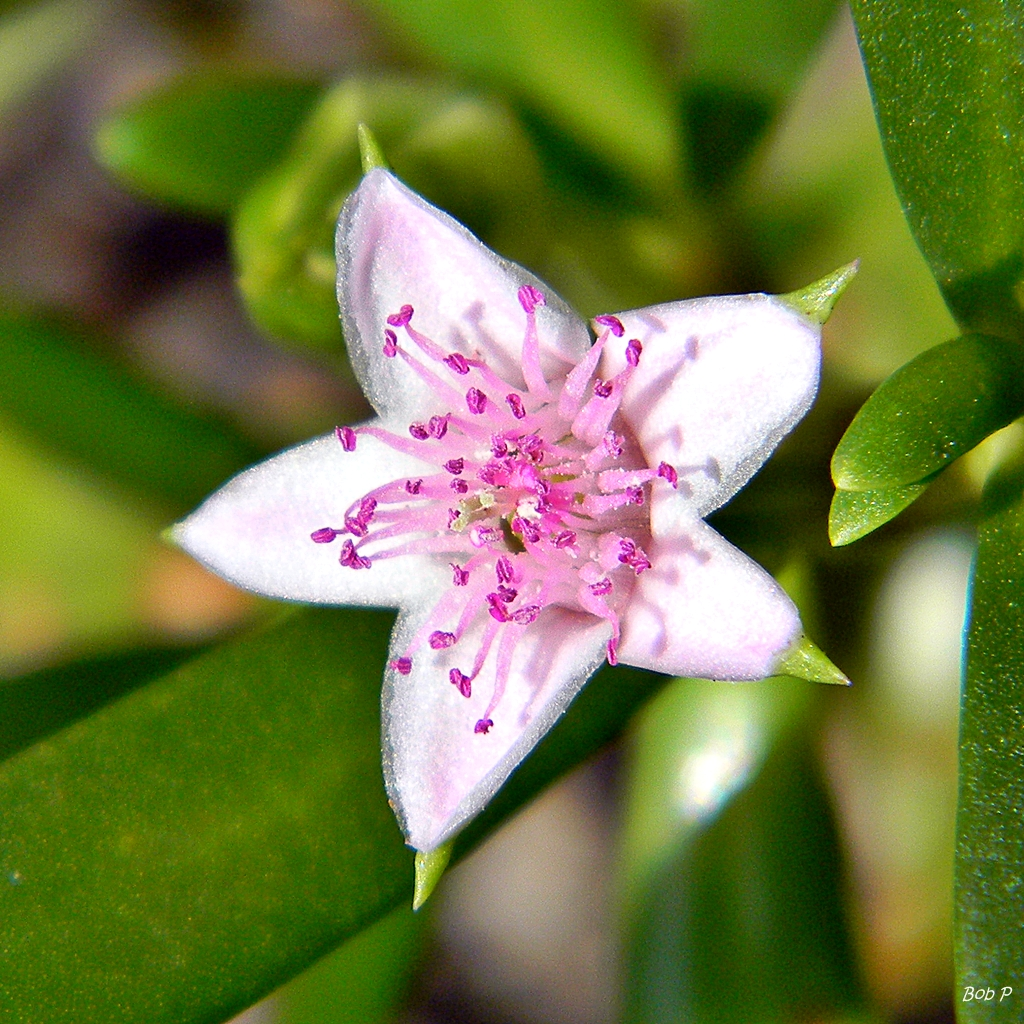
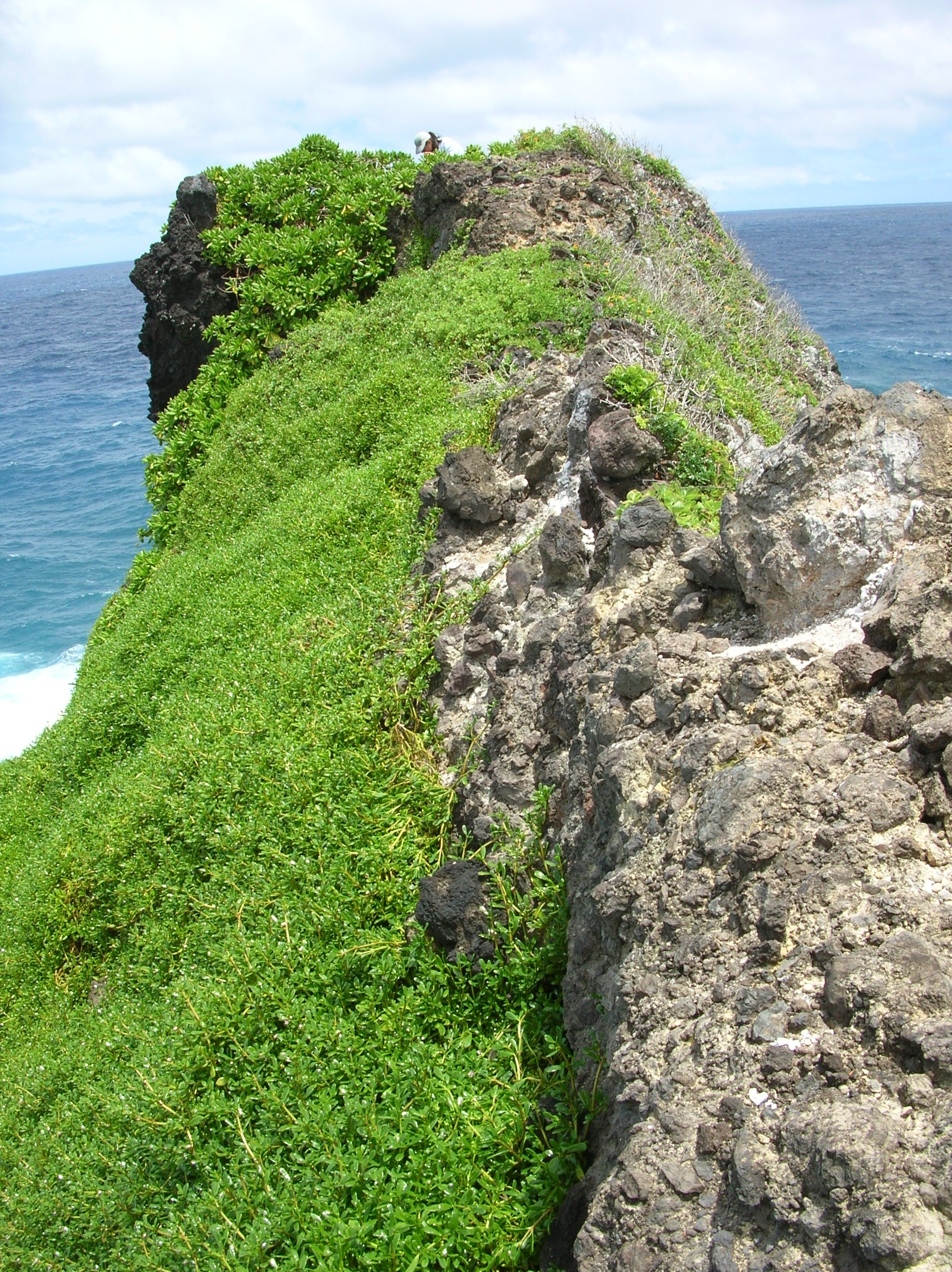
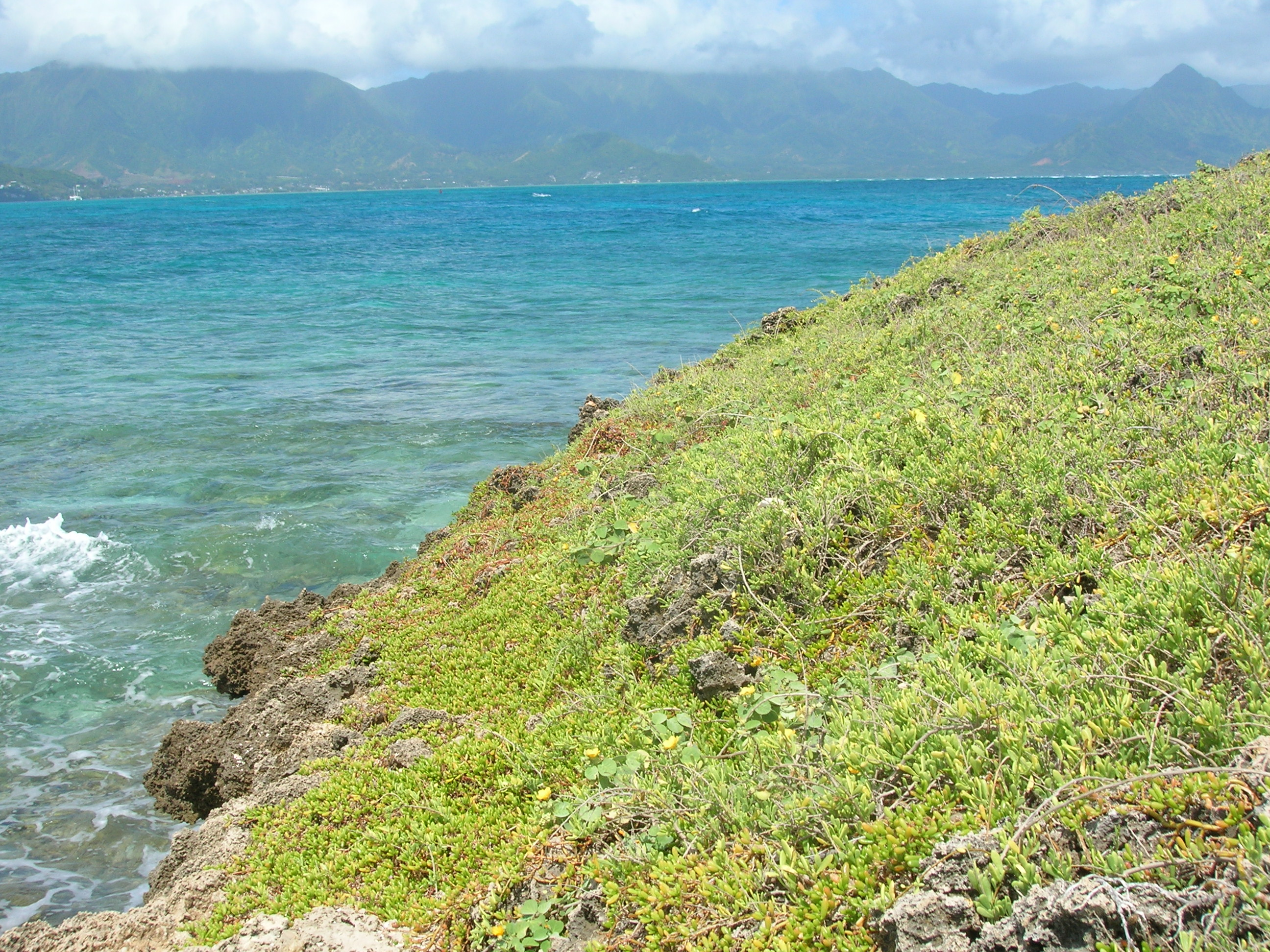
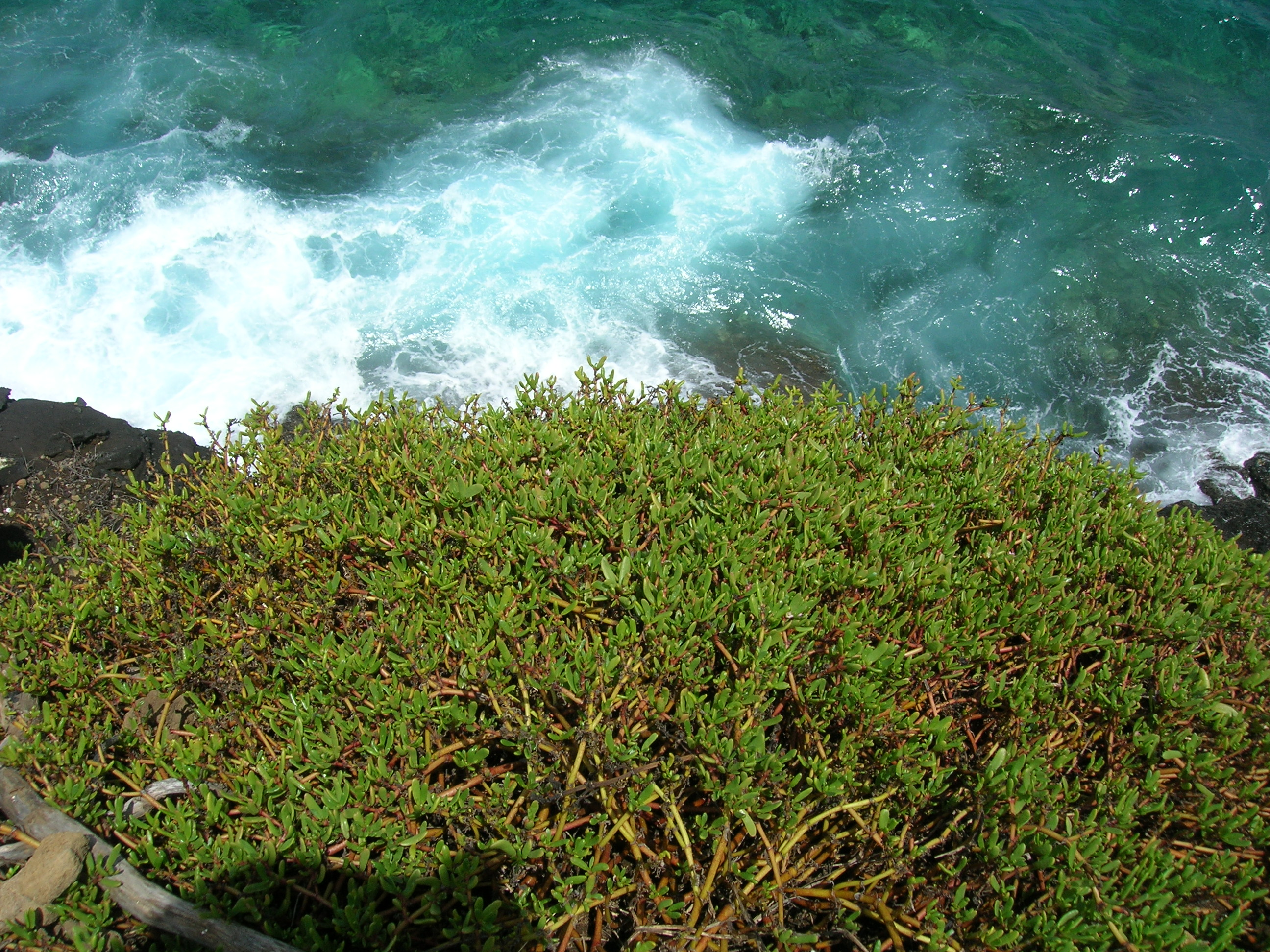
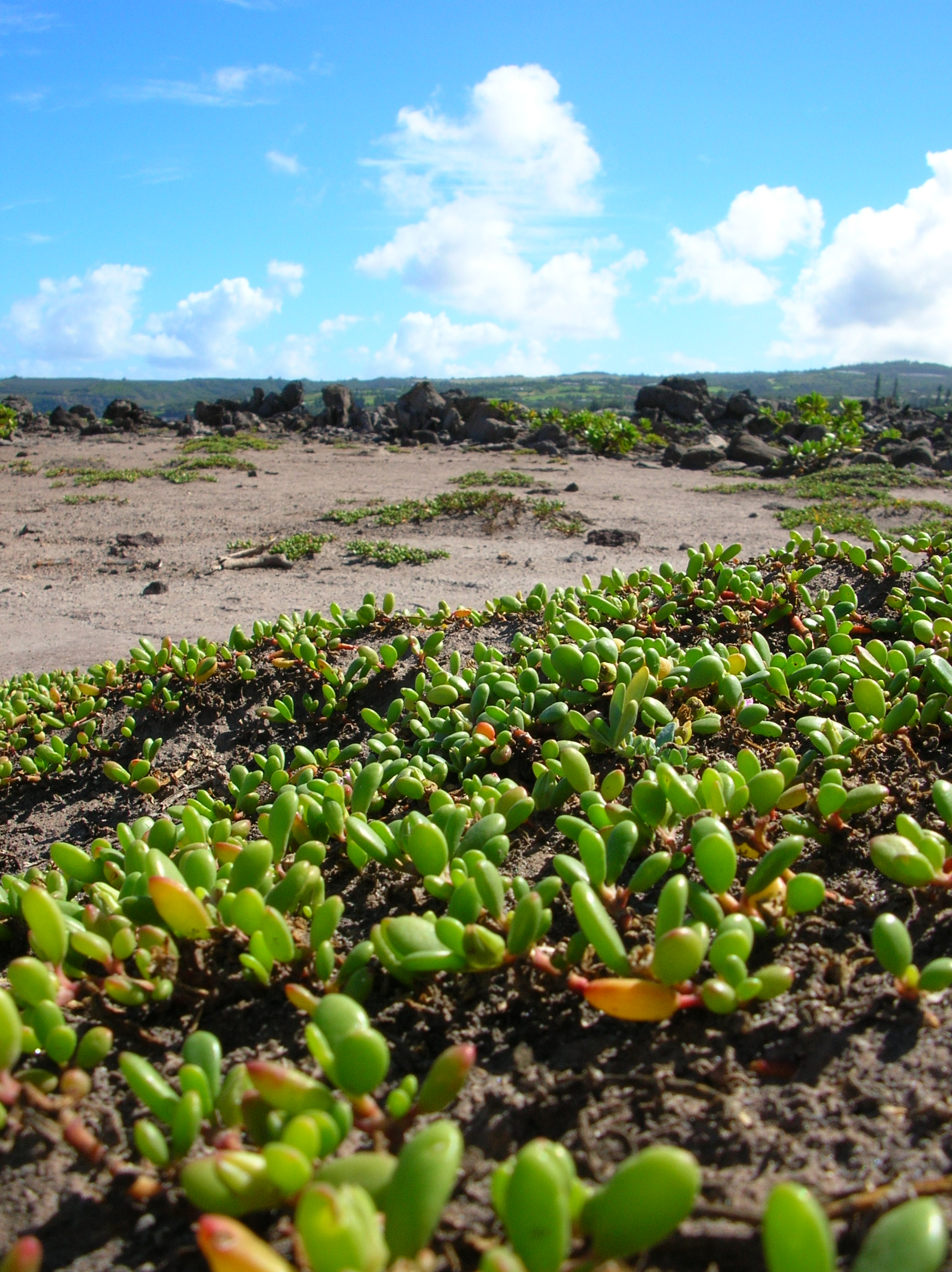
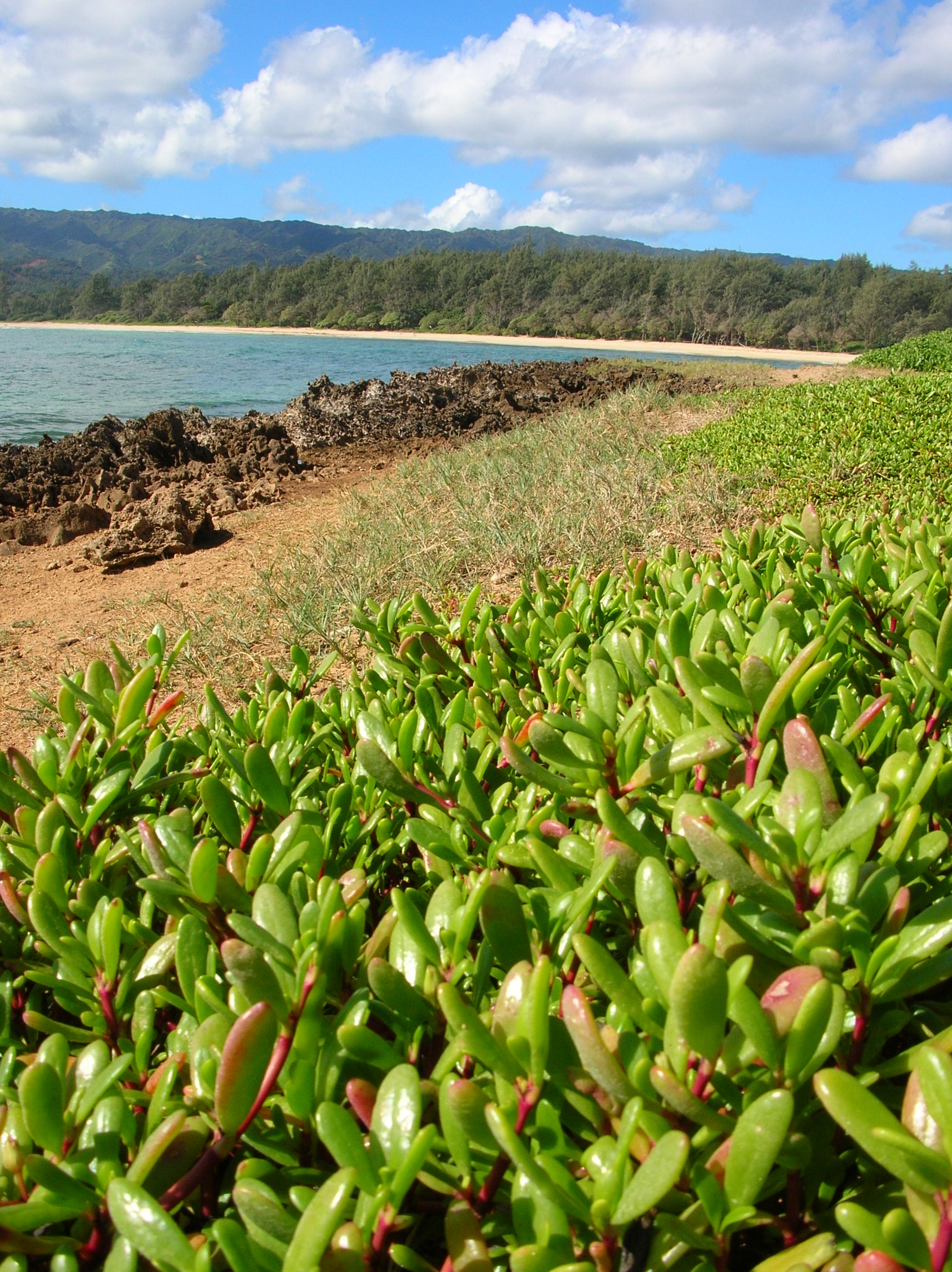